# IC 1950
IC 1950 ist eine Spiralgalaxie vom Hubble-Typ Sc im Sternbild Pendeluhr am Südsternhimmel. Sie ist schätzungsweise 504 Millionen Lichtjahre von der Milchstraße entfernt und hat einen Durchmesser von etwa 210.000 Lj.

Im selben Himmelsareal befinden sich u. a. die Galaxien NGC 1356, IC 1947, IC 1959, IC 1968.
Das Objekt wurde am 14. Oktober 1898 von DeLisle Stewart entdeckt.